# Роттенгаттер, Хуб
Хубертус (Хуб) Роттенгаттер (нидерл. Huub Rothengatter; род. 8 октября 1954, Бюссюм) — нидерландский автогонщик, участник чемпионата мира "«Формулы-1».

## Биография
В 18-летнем возрасте начал заниматься картингом, позже соревновался в немецкой «Формуле-3». С 1979 по 1981 год выступал в чемпионате «Формулы-2», выиграл гонку в Зольдере в 1980 году. В 1984 дебютировал в чемпионате мира «Формулы-1» за рулём автомобиля команды «Спирит», очков не набрал. В 1985—1986 годах столь же безуспешно выступал за команды «Озелла» и «Цакспид». После ухода из «Формулы-1» занялся спортивным менеджментом. В 1990-х годах был менеджером гонщика «Формулы-1» Йоса Ферстаппена.

## Результаты гонок в «Формуле-1»
| Легенда к таблице |                                                                    |
| --- | ------------------------------------------------------------------ |
| В таблице перечислены результаты всех Гран-при Формулы-1, в которых принимал участие гонщик. Строками таблицы являются сезоны, столбцами — этапы чемпионата мира. В каждой клетке указаны сокращённое название этапа и результат, дополнительно обозначенный цветом. Расшифровка обозначений и цветов представлена в нижеследующей таблице. |                                                                    |
| \| Пример \| Описание \| \| ------------ \| ------------------------------------------------------------------ \| \| 1 \| Победитель \| \| 2 \| Второе место \| \| 3 \| Третье место \| \| 5 \| Финишировал, заработав очки \| \| Сход \| Не финишировал, но при этом заработал очки \| \| 12 \| Финишировал, не получив очков \| \| НКЛ \| Финишировал, но не попал в финальную классификацию \| \| 15 \| Участвовал вне зачёта, либо по отдельной классификации \| \| 18 \| Не финишировал, но попал в финальную классификацию \| \| Сход \| Не финишировал \| \| НКВ \| Не прошёл квалификацию \| \| НПКВ \| Не прошёл предквалификацию \| \| ДСК \| Дисквалифицирован \| \| ИСК \| Исключён из протокола соревнований \| \| ТТ \| Заявлен для участия только в тренировках \| \| НС \| Участвовал в квалификации, но не стартовал в гонке \| \| Т \| Травмирован или болен \| \| ОТК \| Отказ от участия \| \| НТР \| Прибыл на соревнования, но на трассу не выезжал \| \| НПР \| Был заявлен в числе участников, но не прибыл к началу соревнований \| \| О \| Соревнования отменены \| \| \| Не участвовал \| \| Поул-позиция \| \| \| Быстрый круг \| \| |                                                                    |
| Пример | Описание                                                           |
| 1 | Победитель                                                         |
| 2 | Второе место                                                       |
| 3 | Третье место                                                       |
| 5 | Финишировал, заработав очки                                        |
| Сход | Не финишировал, но при этом заработал очки                         |
| 12 | Финишировал, не получив очков                                      |
| НКЛ | Финишировал, но не попал в финальную классификацию                 |
| 15 | Участвовал вне зачёта, либо по отдельной классификации             |
| 18 | Не финишировал, но попал в финальную классификацию                 |
| Сход | Не финишировал                                                     |
| НКВ | Не прошёл квалификацию                                             |
| НПКВ | Не прошёл предквалификацию                                         |
| ДСК | Дисквалифицирован                                                  |
| ИСК | Исключён из протокола соревнований                                 |
| ТТ | Заявлен для участия только в тренировках                           |
| НС | Участвовал в квалификации, но не стартовал в гонке                 |
| Т | Травмирован или болен                                              |
| ОТК | Отказ от участия                                                   |
| НТР | Прибыл на соревнования, но на трассу не выезжал                    |
| НПР | Был заявлен в числе участников, но не прибыл к началу соревнований |
| О | Соревнования отменены                                              |
| | Не участвовал                                                      |
| Поул-позиция |                                                                    |
| Быстрый круг |                                                                    |

| Год  | Команда | Шасси       | Двигатель   | 1   | 2   | 3        | 4       | 5        | 6      | 7       | 8        | 9        | 10       | 11       | 12       | 13       | 14       | 15       | 16       | Место | Очки |
| 1984 | Спирит  | Спирит 101  | Харт        | БРА | ЮАР | БЕЛ      | САН     | ФРА      | МОН    | КАН НКЛ |          | ДАЛ Сход | ВЕЛ НКЛ  | ГЕР 9    | АВТ НКЛ  | НИД Сход | ИТА 8    | ЕВР      | ПОР      | -     | 0    |
| 1984 | Спирит  | Спирит 101  | Cosworth    |     |     |          |         |          |        |         | ДЕТ НКВ  |          |          |          |          |          |          |          |          | -     | 0    |
| 1985 | Озелла  | Озелла FA1G | Альфа Ромео | БРА | ПОР | САН      | МОН     | КАН      | ДЕТ    | ФРА     | ВЕЛ      | ГЕР Сход | АВТ 9    | НИД НКЛ  | ИТА Сход | БЕЛ НКЛ  | ЕВР НКВ  | ЮАР Сход | АВС 7    | -     | 0    |
| 1986 | Цакспид | Цакспид 861 | Цакспид     | БРА | ИСП | САН Сход | МОН НКВ | БЕЛ Сход | КАН 12 | ДЕТ НС  | ФРА Сход | ВЕЛ Сход | ГЕР Сход | ВЕН Сход | АВТ 8    | ИТА Сход | ПОР Сход | МЕК НС   | АВС Сход | -     | 0    |